# Kevin Duhaney
Kevin Duhaney (Ontário, 02 de junho de 1984) é um rapper e ator canadense radicado nos Estados Unidos. Ele é mais conhecido por seu papel como Ethan James, o Dino Ranger Azul, em Power Rangers: Dino Thunder.

## Filmografia

### Filmes
- Animal 2 (2007) - Tommy
- How She Move (2007) - E.C.
- Four Brothers (2005) - Keenon
- Crown Heights (2004) (TV)
- Honey (2003/I) - Otis
- Profoundly Normal (2003) (TV) - Ricky
- Tru Confessions (2002) (TV) - Jake
- Treed Murray (2001) - Carter
- The Miracle Worker (2000) (TV) - Percy
- Hendrix (2000) (TV) - Young Jimi
- Down in the Delta (1998) - Justin Sinclair
- Blind Faith (1998) - David Williams
- Half Baked (1998) - Young Thurgood
- In His Father's Shoes (1997) (TV)
- Family Blessings (1996) (TV) - Judd Quincy
- Johnny & Clyde (1995) (TV) - Chad
- Poetic Justice (1993) - Fighting Cousin #2

### Televisão
- Power Rangers: S.P.D. (2005) - Ethan James/Blue Dino Thunder Ranger Wormhole (2005) - Ethan James/Blue Dino Thunder Ranger (aparição breve)
- Power Rangers: Dino Thunder (2004) - Ethan James/Blue Dino Thunder Ranger
- Twice In a Lifetime Knockout (2001) - Young Henry
- The Famous Jett Jackson New York (1999) - Stomp Kid #2
- Angela Anaconda (1999) (voz) - Jimmy Jamal
- Tales from the Cryptkeeper Imaginary Friend (1999) - Jamie
- Mythic Warriors: Guardians of the Legend Jason and the Argonauts (1998) - Young Jason
- The New Ghostwriter Mysteries Future Perfect (1997) - Malcolm The Bad Rap (1997) - Malcolm
- E.N.G. The Chilling Effect (1989) - Child #1